# Retrospective I
Retrospective I är ett samlingsalbum av rockbandet Rush. Albumet släpptes den 6 maj 1997.

## Låtlista
1. "The Spirit of Radio" - 4:59
2. "The Trees" - 4:45
3. "Something for Nothing" - 4:00
4. "Freewill" - 5:24
5. "Xanadu" - 11:07
6. "Bastille Day" - 4:40
7. "By-Tor and the Snow Dog" - 8:39
8. "Anthem" - 4:24
9. "Closer to the Heart" - 2:55
10. "2112 Overture" - 4:32
11. "Temples of Syrinx" - 2:13
12. "La Villa Strangiato" - 9:37
13. "Fly by Night" - 3:22
14. "Finding My Way" 5:05